# Lithobius jorbai
Lithobius jorbai är en mångfotingart som beskrevs av Luis Serra 1977. Lithobius jorbai ingår i släktet Lithobius och familjen stenkrypare.
Artens utbredningsområde är Spanien. Inga underarter finns listade i Catalogue of Life.